# Jean Thissen
Jean Thissen (* 21. dubna 1946, Ensival) je bývalý belgický fotbalista, obránce. S belgickou reprezentací získal bronzovou medaili na mistrovství Evropy v roce 1972 (odehrál oba zápasy: semifinále i utkání o třetí místo). Zúčastnil se i mistrovství světa v roce 1970, kde odehrál všechna tři utkání Belgičanů na turnaji. Za národní tým nastupoval v letech 1968–1977 a odehrál za něj 34 utkání. Na klubové úrovni působil ve Standardu Lutych (1965–1974) a Anderlechtu Brusel (1974–1979). S Anderlechtem vyhrál Pohár vítězů pohárů 1975/76 a 1977/78, dvakrát též zdvihl nad hlavu evropský Superpohár (1976, 1978). S Lutychem se stal třikrát mistrem Belgie (1968–69, 1969–70, 1970–71) a dvakrát s ním vyhrál belgický pohár (1965–66, 1966–67), v Bruselu pak přidal další dva pohárové triumfy (1974–75, 1975–76). Po skončení hráčské kariéry se stal trenérem. V letech 1992–1994 vedl gabonskou reprezentaci (i na Africkém poháru národů 1994), v roce 2009 trénoval reprezentaci Toga.